# Proteïna rocker
La proteïna rocker és la primera proteïna transportadora dissenyada artificialment a partir d'una simulació per ordinador, la qual té la capacitat de transportar àtoms individuals (com ions de Zn2+ o Co2+) a través de membranes.
El nom de “Rocker” prové de les seves propietats dinàmiques moleculars: en principi s'espera que tingui la capacitat d'alternar “el rock” entre els dos estats d'una proteïna (les seves dues conformacions), la qual cosa permet conduir àtoms i molècules a través d'ella, d'una banda a l'altra de les membranes. La seva importància fonamental rau en el fet que permet la possibilitat de dissenyar una nova classe de molècules intel·ligents amb futures aplicacions en camps tan variats com el de la nanotecnologia o el de la medicina.
El descobriment d'aquesta proteïna ha resultat un gran avenç en el camp de la bioquímica i de la ciència en general, ja que, per una banda, representa una fita en el disseny i la comprensió de les proteïnes específiques de membrana, una classe particularment difícil de proteïnes, i, per l'altra, permet demostrar que a través de l'ús de simulacions per ordinador es poden dissenyar proteïnes i, per extensió, molècules, que duguin a terme funcions tan complexes que rivalitzin amb les màquines moleculars naturals.

## Història i creació
En els darrers anys, sobretot durant aquesta última dècada, s'han invertit molts esforços en el disseny de noves proteïnes artificials; la qual cosa ha posat a prova el nostre coneixement sobre el sentit de la relació entre el plegament i la funció d'aquestes biomolècules.
Concretament, s'ha mostrat, per una banda, un bon progrés en el disseny de proteïnes artificials solubles en aigua amb una gran varietat de plegaments i, per l'altra, un gran nombre de proteïnes naturals han estat redissenyades per catalitzar reaccions simples o per incorporar i enllaçar a la seva estructura diversos ions metàl·lics o petites molècules.
Per primera vegada, els investigadors de la Universitat de Califòrnia, San Francisco, han aconseguit recrear la funció biològica del transport de substrat a través de la membrana cel·lular mitjançant el disseny tecnològic d'una proteïna de transport, la proteïna rocker. Aquesta proteïna va ser pensada per a transportar ions a través de la membrana, una funció crucial per a la cèl·lula i per a la supervivència de l'organisme, ja que és un procés implicat en diversos mecanismes importants, com la comunicació entre les cèl·lules nervioses del cervell i la medul·la espinal.
Aquesta recerca té un ampli potencial pel que fa a les aplicacions que pot tenir, com ara la configuració de medicaments específics per a cèl·lules canceroses.
Els investigadors que hi van participar, entre els quals destaquen el profesor Michael Grabe i l'investigador Nate Joh, ambdós estretament relacionats amb el Departament de Química Farmacèutica de la Universitat de Califòrnia; van publicar els seus resultats a la prestigiosa revista Science el desembre de l'any 2014.
Tot i així, cal tenir en compte que el disseny de proteïnes de membrana es troba encara en una fase molt embrionària, tot just a l'inici del camí. Fins al dia d'avui la proteïna de membrana més complexa que havia pogut ésser dissenyada i reproduïda contenia porfirines, que catalitzen la transferència transmembranosa d'electrons.
El disseny del transportador transmembrana de Zn2+ representa un important i difícil objectiu que comporta molts reptes, com són establir la configuració d'una proteïna de membrana i el de determinar la seva estructura i la seva dinàmica a alta resolució.

## Estructura

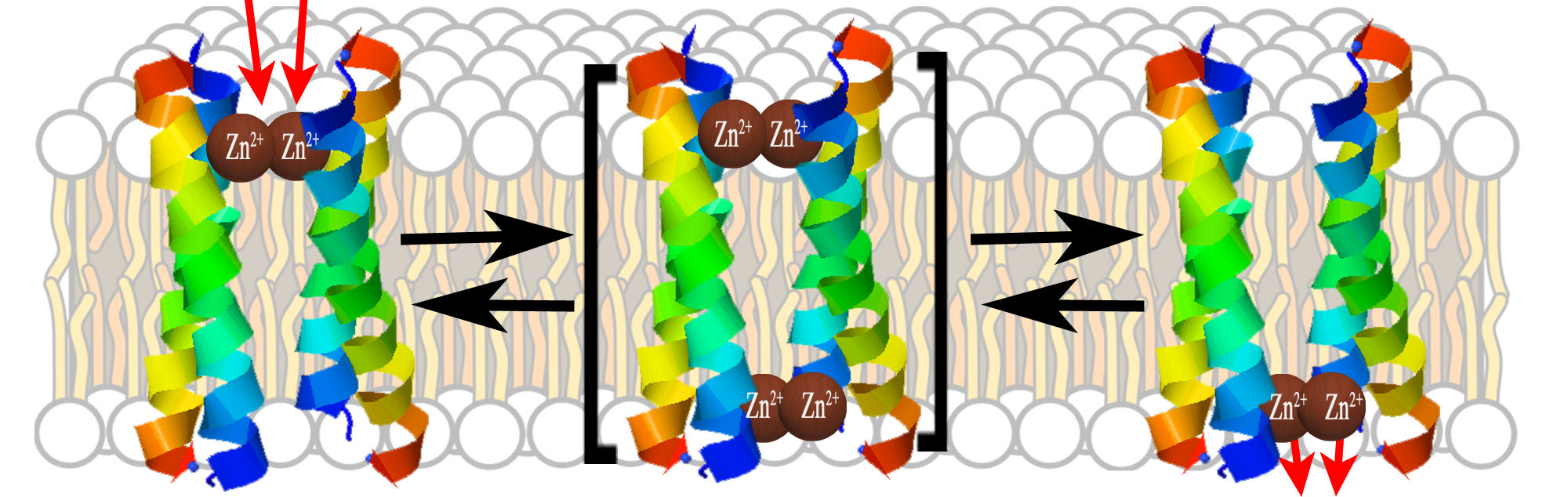
Canvis conformacionals de l'homotetràmer d'hèlix alfa que forma la proteïna Rocker per al transport d'ions Zn^{2+}, passant per un estat simètric inestable.

La proteïna Rocker va ser creada amb la funció de transportar Zn2+ i Co2+ (i no Ca2+), amb un transport invers de protons. Per cumplir aquesta funció, es va dissenyar un homotetràmer format per 4 cadenes d'hèlix alfa disposades antiparal·lelament en un angle entre 10º i 20º, de manera que  la proteïna adquirís una forma cilíndrica, idònia pel transport d'ions.
Seguint l'exemple dels transportadors naturals, es va dissenyar una proteïna capaç d'alternar-se entre dos estats asimètrics d'energia equivalent: amb l'extrem més obert a un costat o a l'altre. Així, la proteïna s'alterna ("rocking") entre dos estats no simètrics per permetre el pas dels ions a través de la proteïna i de la membrana, primer "obrint-se" per un extrem per captar-los, canviant la seva configuració i, finalment, "obrint-se" per l'altre extrem per alliberar-los a l'altre costat de la membrana. Tanmateix, perquè aquest pas sigui possible cal l'existència d'un estat simètric intermedi que, essent menys estable que els altres per no atrapar els ions, ho faciliti.  
Durant el disseny, es va decidir que la proteïna havia de presentar dos centres d'unió dimetàl·lics del tipus 2His4Glu di-Zn2+. Cada lloc d'unió havia d'estar format per un motiu estructural EXXH a prop del N-terminal de dos de les cadenes i un àcid glutamic a prop del C-terminal de les altre dos hèlixs. 
L'objectiu a assolir, per tant, era el pas de dos ions, principalment de Zn2+, del centre d'unió dimetàl·lic més proper a l'exterior de la membrana fins al centre d'unió dimetàl·lic més proper a l'interior, o viceversa depenent de les característiques osmòtiques de cada situació; gràcies, com ja s'ha comentat, a la capacitat dinàmica de la proteïna de canviar conformacionalment permetent un flux constant en ambdós sentits dels ions a través seu.

### Propietats

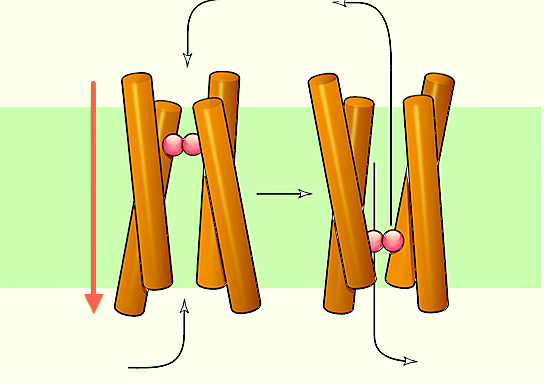
Conformació simplificada i idea bàsica de la proteïna rocker durant el transport de ions (en rosa).

L'alfabet i la seqüència de disseny d'aminoàcids de cada cadena hèlix alfa i, per extensió, de la proteïna, van ser determinats a partir de la profunditat i els requisits de funcionament de la membrana de les diferents regions. És per això que es van tenir en compte aquest seguit de restriccions i patrons:
- Per la posició d'enllaç 4, 7, 17 i 18 es fixen respectivament els aminoàcids Glu, His, Ser i Glu
- Les histidines (His) són evitades en qualsevol posició excepte la 7 (per qüestions de facilitar la especifitat de l'enllaç amb el Zn2+)
- Les posicions 8, 15 i 22 només accepten l'aminoàcid alanina (Ala)
- Pel "vestíbul" de la proteïna (per exemple, els radicals propers a l'aigua o a la part exterior/interior de la membrana) s'accepten qualsevol tipus d'aminoàcids, tant els de radicals hidròfobs, com els de radicals polars o carregats; ja que en aquestes posicions són necessaris per estabilitzar els ions entrants o formar interaccions favorables amb grups lipídics o altres radicals d'enllaç.
- Per les regions més profundes de la membrana s'accepten només radicals polars o apolars (ja no aminoàcids amb càrrega)
- Per les regions més properes al centre només s'accepten aminoàcids hidrofòbics.

Per tant, l'estructura primària de cadascuna de les 4 cadenes d'hèlix alfa quedaria amb les següents posicions d'aminoàcids:
| Posició | Aminoàcid possible                                | Posició | Aminoàcid possible                                |
| ------- | ------------------------------------------------- | ------- | ------------------------------------------------- |
| 1       | A; G; S; T; V; L; I; M; F; Y; W; N; Q; K          | 14      | A; G; S; T; V; L; I; M; F; Y; W                   |
| 2       | A; G; S; T; V; L; I; M; F; Y; W; N; Q; K          | 15      | A                                                 |
| 3       | A; G; S; T; V; L; I; M; F; Y; W; D; E; N; Q; K; R | 16      | A; G; S; T; V; L; I; M; F; Y; W                   |
| 4       | E                                                 | 17      | S                                                 |
| 5       | A; S; T; V; L; I; M; F; Y; W; Q                   | 18      | E                                                 |
| 6       | A; G; S; T; V; L; I; M; F; Y; W; N; Q; K          | 19      | A; G; S; T; V; L; I; M; F; Y; W                   |
| 7       | H                                                 | 20      | A; G; S; T; V; L; I; M; F; Y; W                   |
| 8       | A                                                 | 21      | A; G; S; T; V; L; I; M; F; Y; W; N; Q; K          |
| 9       | A; S; T; V; L; I; M; F; Y; W; Q                   | 22      | A                                                 |
| 10      | A; G; S; T; V; L; I; M; F; Y; W; N; Q; K          | 23      | A; G; S; T; V; L; I; M; F; Y; W; N; Q; K          |
| 11      | A; G; S; T; V; L; I; M; F; Y; Q                   | 24      | A; G; S; T; V; L; I; M; F; Y; W; D; E; N; Q; K; R |
| 12      | A; G; S; T; V; L; I; M; F; Y; W                   | 25      | A; G; S; T; V; L; I; M; F; Y; W; D; E; N; Q; K; R |
| 13      | A; G; S; T; V; L; I; M; F; Y; W                   |         |                                                   |

## Funció i Localització

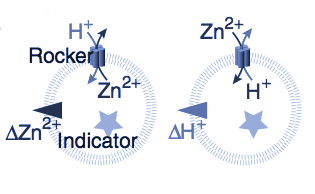
Funcionament de la proteïna Rocker: antiport de H^{+} i Zn^{2+} de l'interior cap a l'exterior, i a l'inrevés.

### Funció i localització
La proteïna Rocker està dissenyada per ser una proteïna integral o intrínseca que formi part de la membrana plasmàtica. A la membrana cel·lular, que és una bicapa lipídica, hi ha una gran quantitat de proteïnes que s'encarreguen de la regulació del pas de substàncies, ja sigui cap a l'interior o cap a l'exterior de la cèl·lula. La Rocker és una d'aquestes proteïnes que actua com a transportadora de substàncies, en aquest cas parlem d'ions.
La Rocker, per transportar ions, utilitza un tipus de transport passiu anomenat antiport, que alhora és un tipus de difusió facilitada. Amb aquest antiport aconsegueix  entrar cap al citosol ions de Zn2+ o de Co2+ mentre que al mateix temps envia protons H+ cap a l'exterior de la cèl·lula, o a l'inrevés.
Aquest cotransport li permet transportar més de 100 protons H+ per cada Zn²+  transportat. A més s'ha aconseguit que la proteïna no capti altres ions, que podrien resultar semblants a causa de la càrrega, com per exemple l'ió Ca²+.

### Aplicacions
Una de les funcions que es preveu per la proteïna és la de poder crear un gradient electroquímic degut al transport de protons H+. Aquest gradient és aprofitat, per exemple, als mitocondris per a la síntesi d'ATP i és crucial per a l'organisme i la cèl·lula, ja que intervé en el transport de nutrients del medi extracel·lular al medi intracel·lular i en el procés invers per a productes de rebuig o tòxics. De la mateixa manera, es podria aprofitar la proteïna Rocker per generar un gradient i així crear una font d'energia.
D'altra banda la incorporació de certs ions o de certes quantitats de Zn2+ de manera controlada a dins d'alguna de les estructures de la cèl·lula ajudaria a combatre certes malalties, com podrien ser les cèl·lules canceroses.
En l'àmbit no cel·lular és possible pensar en altres aplicacions per a mecanismes similars a la proteïna Rocker, com per exemple mecanismes de bombeig que puguin ser usats en un futur per a crear fins i tot bateries elèctriques.